# برنامج إذاعي
برامج الإذاعة هي العنصر الأساسي الذي تعتمد عليه أي محطة إذاعة، فمجموع البرامج المبثة يعطي محصلة هوية المحطة. وتتنوع هذه البرامج من إخبارية إلى سياسية إلى تسجيلية وإلى برامج منوعات وبرامج ثقافية وأدبية ودينية، وتسعى كلا منها للوصول إلى شريحة من المجتمع كالأسرة ثم تضيق زاوية التوجه إلى الفئة العمرية أو الجنس أو المهن، فهي تخدم في مجالات أساسية ثلاث:
1. تعليم
2. إعلام
3. ترفيه

## التخصص
كما أن الآن وبسبب رخص التكنولوجيا فقدد تتخصص الإذاعات بعملها، كأن تكون إذاعة للقرآن الكريم، أو الأغاني، أو الإعلان وغيره. طبعا تنقص الإذاعة الصورة المصاحبة للتلفزيون، فتعوض عن ذلك بالصوت البشري والمؤثرات الصوتية والموسيقى. ولذلك وجد أن أكثر مستمعي الإذاعات في العالم هم سائقو السيارات، حيث أن الصورة غير ضرورية لهم أثناء قيادتهم، كما أن الإذاعات الرقمية الجديدة يمكن للسلطات المحلية التدخل وتحويل الموجة لها لإذاعة نشرات الطوارئ الكبرى.

## رقعة البث
أسلوب البث ومساحته تقرران مضمون الإذاعة أيضا فكلما اتسعت الرقعة كلما كان الموضوع عاما، وكلما ضاقت رقعة مساحة البث كلما أخذ طابع البرامج ينتقل إلى المحلية أكثر.